# Slayers Megumix
A Slayers Megumix egy válogatásalbum, a Slayers anime Hajasibara Megumi által énekelt betétdalait tartalmazza. Az album 2008. június 25-én jelent meg a King Records kiadó jóvoltából. Az album az ekkor debütált Slayers Revolution anime alkalmából jelent meg. Sok dal bár 10-13 éves, mégis csak ezen az albumon volt hallható először, vagy eredeti változatukban nagylemezen.

## Dalok listája

### CD1 – Gold
1. Get Along (Selftag Version) 4:07
2. Give a Reason 4:27
3. Breeze 4:24
4. Don’t Be Discouraged 4:11
5. Midnight Blue 5:34
6. Just Be Conscious 4:41
7. Reflection 5:19
8. Raging Waves 5:01
9. Feel Well 4:41
10. Meet Again 4:46
11. Give a Reason (Ballad Version) 4:36
12. Going History 4:34
13. Kagirinai jokubó no nakani 5:11
14. Plenty of Grit -TV size- 1:44
15. Revolution (TV Size) 1:52

### CD2 – Silver
1. Get Along (közreműködik: Okui Maszami) 4:07
2. Kujikenaikara! (közreműködik: Okui Maszami) 4:35
3. Nemurenai joru va (közreműködik: Okui Maszami) 4:59
4. Slayers 4 The Future (közreműködnek: Macumoto Jaszunori, Szuzuki Masami, Midorikava Hikaru) 4:14
5. Otome no inori (közreműködik: Szuzuki Masami) 2:23
6. Shining Girl 4:14
7. Run All the Way! 4:59
8. Gloria! (Kimi ni todoketai) 4:20
9. Rumba Rumba 4:11
10. I & Myself 4:32
11. Sakunecu no koi 4:00
12. Touch Yourself 5:09
13. Exit Running 4:26
14. Kono szekai no dókai de (Megmumix Version) (bónusz dal) 3:58
15. *Eredeti előadó: Kuvasima Hóko

### CD3 – Bronze
1. Get Along (Selftag Version) (Karaoke) 4:07
2. Give a Reason (Karaoke) 4:27
3. Breeze (Karaoke) 4:24
4. Don’t Be Discouraged (Karaoke) 4:11
5. Midnight Blue (Karaoke) 5:34
6. Just Be Conscious (Karaoke) 4:41
7. Reflection (Karaoke) 5:19
8. Raging Waves (Karaoke) 5:01
9. Feel Well (Karaoke) 4:41
10. Meet Again (Karaoke) 4:46
11. Give a Reason (Ballad Version) (Karaoke) 4:36
12. Going History (Karaoke) 4:34
13. Kagirinai jokubó no nakani (Karaoke) 5:11